# Suzuki SX4 WRC
El Suzuki SX4 WRC es un vehículo de rally basado en el Suzuki SX4 con homologación World Rally Car. Fue construido por Suzuki para competir en el Campeonato Mundial de Rally entre 2007 y 2008. 

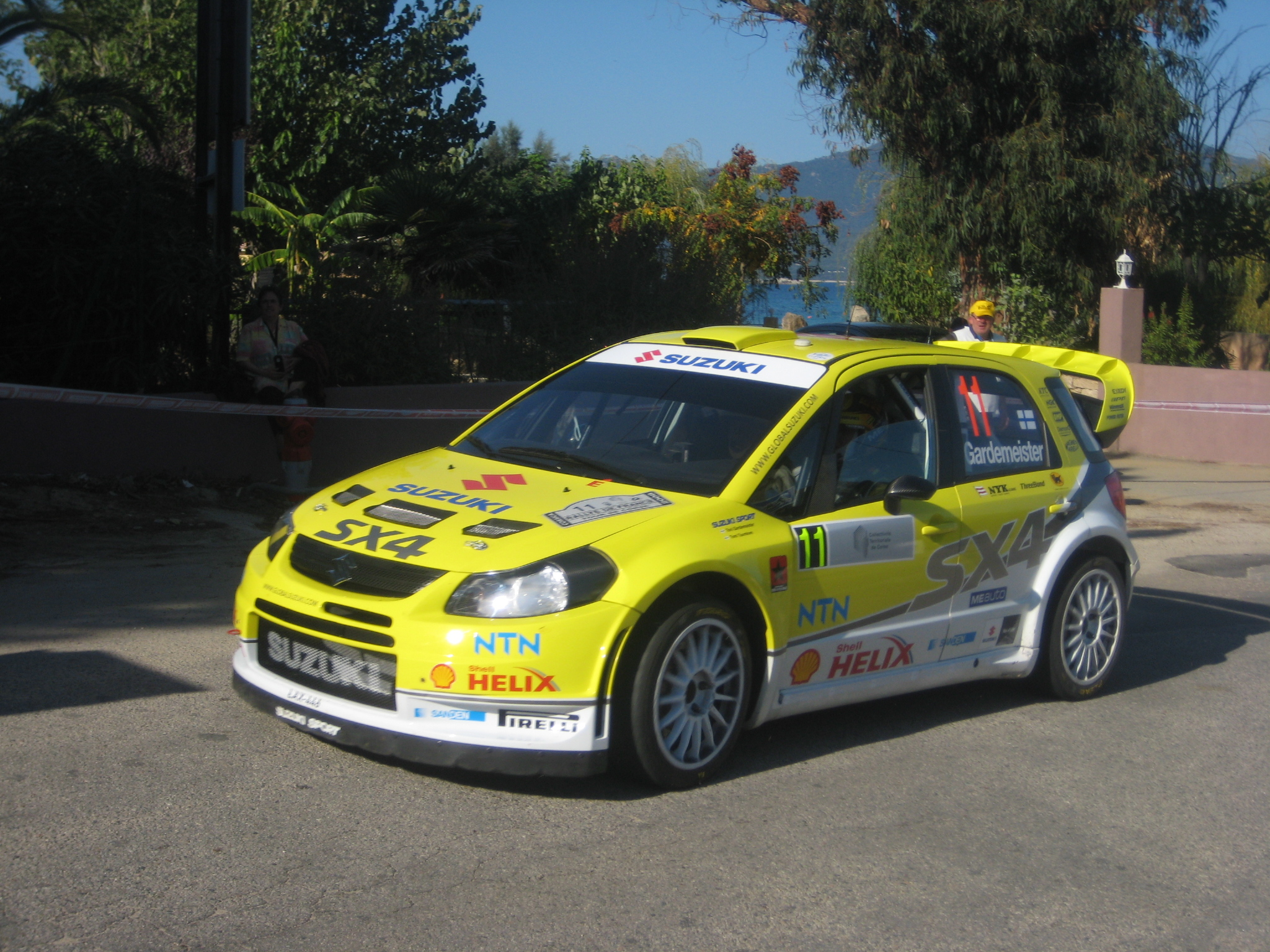
Toni Gardemeister en el Rally de Francia de 2008.